# If I Had a Hammer
If I Had a Hammer (The Hammer Song) ist ein von Pete Seeger (Musik) mit Lee Hays (Text) im Jahre 1949 geschriebener Folksong, der als Protestlied zu einem Evergreen wurde. Die erfolgreichste Version stammt von Trini Lopez aus dem Jahr 1963.

## Entstehungsgeschichte

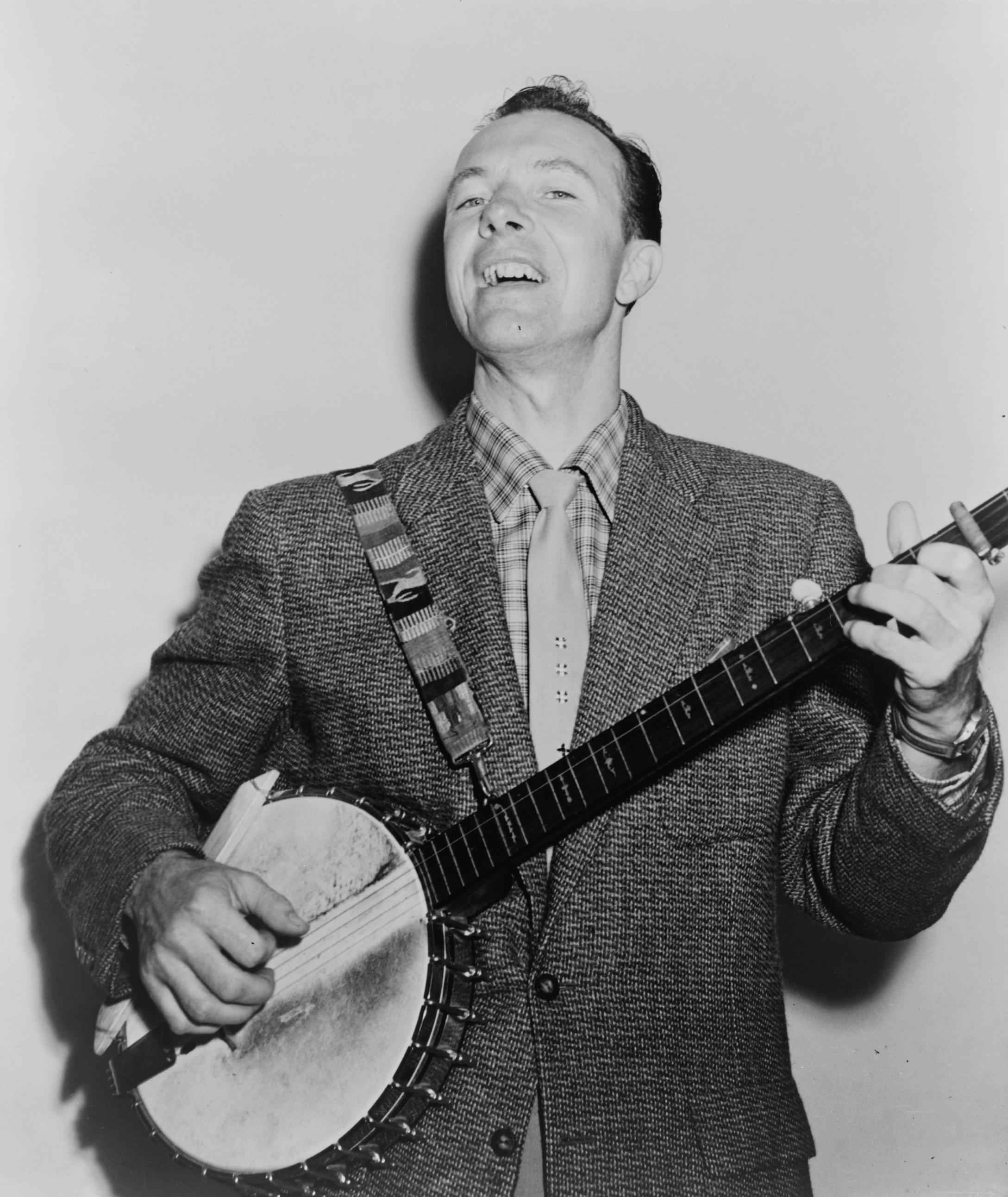
Pete Seeger, 1955

Die Folkgruppe The Weavers hatte ihr Radio-Debüt am 2. Januar 1949 beim Folksong-Festival des Senders WNYC In New York. In den nächsten Monaten entstand das Lied mit dem ursprünglichen Titel The Hammer Song als Protest gegen die Strafverfolgung von elf Kommunisten der Fortschrittsbewegung („Progressive movement“), die gegen den Smith Act wegen Befürwortung eines Umsturzes verstoßen hatten und im Juni 1949 deswegen vor dem Foley Square Federal Courthouse angeklagt wurden. Dieses bereits im Juni 1940 erlassene Gesetz verbot alle Aktivitäten, die den Sturz der US-Regierung unterstützten.
Die Weavers führten die Komposition erstmals am 3. Juni 1949 in der St. Nicholas-Arena in New York während eines Abendessens bei den Führern der Kommunistischen Partei der USA (CPUS) auf, deren Anhänger Seeger bis 1951 war. Als im September 1950 der Internal Security Act verabschiedet wurde und unter anderem die Untersuchung „subversiver Songs“ veranlasste, musste Pete Seeger deswegen im August 1955 vor dem „House of Un-American Affairs“-Komitee aussagen und stellte klar, er habe „vor Landstreichern und den Rockefellers gesungen“ und sei stolz, es niemals abgelehnt zu haben, „vor Zuhörern gleich welcher Religion, Hautfarbe oder Lebenssituation“ zu singen.
Der Text kombinierte den „Hammer der Gerechtigkeit“ („hammer of justice“) der CPUS mit dem Symbol der Freiheitsglocke („liberty bell“). Es geht darum, laut von den Gefahren der kommenden schwierigen Zeiten der Linksbewegung zu singen und davor zu warnen, aber auch über die Liebe zwischen den Menschen im Land („sing out danger … sing out a warning … sing out love between all my brothers and my sisters all over this land“). Der „Hammer der Gerechtigkeit“ war zwar keine Anspielung auf die Symbolik von Hammer und Sichel, wurde jedoch als verräterische Anpreisung der Ideologie der Sowjetunion angesehen. Seeger hatte diese Metapher jedoch aus dem Spiritual Hammering Judgement („Urteil einhämmern“) entlehnt und sie für Macht verwendet, die die Liebe und den Kampf gegen Ungerechtigkeit fördern soll.
Die Weavers standen bei Decca Records unter Vertrag. Nachdem diese die Aufnahme wegen des politischen Inhalts abgelehnt hatte, nahm die Band den Song zunächst im November 1949 in New York in der Besetzung Pete Seeger (Banjo/Gesang), Lee Hays (Gesang), Ronnie Gilbert (Gesang) und Fred Hellerman (Gesang/Gitarre) für Charter Records auf. Zur Veröffentlichung kam es jedoch nicht, weil das kleine Label kurz danach liquidiert wurde. Eine Neuaufnahme erfolgte im Dezember 1949 für das kleine Label Hootenanny Records, das als Plattform für subversive, politisch links orientierte Platten galt.

## Veröffentlichung und Erfolg
Bei Hootenanny Records kam die Single The Hammer Song / Banks of Marble (Hootenanny 101) im März 1950 auf den Markt. Auch die B-Seite war ein politisches Lied. Nach nur sieben Singles und einer LP verschwand dieses Label vom Markt. Diese Single wurde zum Sammlerobjekt, konnte sich jedoch nicht in der Hitparade platzieren. Die Wortkombination „sing out“ (laut singen) aus The Hammer Song verbreitete sich schnell und gab dem Magazin Sing Out! seinen Namen, dessen erste Ausgabe im Mai 1950 auch das Titelbild mit dem Liedtext des Hammer Song trug.

## Coverversionen

Trini Lopez - If I Had A Hammer

Es gibt mindestens 116 aufgenommene Coverversionen. Als eine der ersten Gruppen griffen The Limelighters den Folksong auf (LP The Limelighters; März 1960), und zwar noch als Hammer Song. Peter, Paul and Mary arrangierten das Lied neu und titelten erstmals als If I Had a Hammer (LP Peter, Paul and Mary; April 1962); die LP erreichte Rang 1 der LP-Charts und verkaufte zwei Millionen Exemplare. Hieraus koppelten sie If I Had a Hammer als ihre zweite Single aus (August 1962) und sangen den Titel auch beim Civil Rights-Marsch am 28. August 1963. Die Single erreichte Rang 10 der Billboard Hot 100.
Die Weavers präsentierten den Song live am 2./3. Mai 1963 in der Carnegie Hall als If I Had a Hammer. Es folgten insbesondere die Brothers Four (LP Big Folk Hits; Mai 1963), The Lettermen (September 1963), Martha and the Vandellas (September 1963), Bobby Darin (LP Golden Folk Hits; Juli 1962, veröffentlicht im November 1963), Brian Hyland (15. November 1963) oder Sam Cooke (7./8. Juli 1964).
Trini Lopez nahm If I Had A Hammer live im P.J.’s Club in Los Angeles für sein Debütalbum Trini Lopez at P.J.’s auf. Er war hier mit seiner Begleitung (Dick Brant/Bass und Mickey Jones/Schlagzeug) für drei Monate gebucht. Musikproduzent Don Costa fing mit Hilfe vom Tonstudio-Inhaber Wally Heider die Live-Atmosphäre des Nachtclubs mit ansteckendem Zuschauerklatschen ein. Die am 5. Juni 1963 veröffentlichte LP verkaufte mehr als eine Million Exemplare, die im Juli 1963 veröffentlichte Single-Auskopplung verblieb in den USA für 48 Wochen in den Top 40, erreichte Rang 3 der Hitparade und wurde zum Nummer-eins-Hit in 36 Ländern. Sie verkaufte in den USA eine Million, in Deutschland 500.000 und weltweit mehr als 4,5 Millionen Exemplare.
Eine weitere Coverversion wurde von Ross McManus, Vater von Elvis Costello, mit dem Joe Loss Orchestra aufgenommen. Claude François machte die französische Version Si j'avais un marteau („Wenn ich einen Hammer hätte“) zum Nummer-eins-Hit in Frankreich (Oktober 1963). Rita Pavone brachte es in Italien mit der Twist-Version Datemi Un Martello („Gib mir einen Hammer“; Januar 1964) bis auf Rang 2. Eine spanischsprachige Version mit dem Titel El martillo („Der Hammer“) machte der chilenische Sänger Víctor Jara bekannt. Eine deutschsprachige Version stammt von den James Brothers unter dem Titel Hätt’ ich einen Hammer (1964). Wanda Jackson (8. November 1968) brachte eine Countryversion heraus, die Rang 41 der Countrycharts erreichte. 1969 sang Waldemar Matuška die tschechische Variante Kladivo („Hammer“). Von Country-Sänger Johnny Cash gab es im Juni 1972 ein Duett mit seiner Frau June Carter Cash.
Das Lied entwickelte sich zu einer Hymne der US-amerikanischen Bürgerrechtsbewegung. Die Internetplattform Wikileaks wählte das Lied etwa ein halbes Jahrhundert nach seinem Entstehen zum Wikileaks song.